# 第86回日劇學院賞
←第85回 - 第86回 - 第87回→
第86回日劇學院賞，針對2015年7月到9月在日本播出之夏季檔連續劇所做出的投票與評比。本季獲最優秀作品賞為朝日電視台的《民王》，且此劇共獲四項獎。其中，初次主演連續劇的新人芳根京子以《表參道高校合唱部！》獲得主演女優賞。

## 得獎名單

### 最優秀作品賞
1. 民王
2. 根性青蛙
3. 小希

- 讀者票：1.民王；2.死亡筆記本；3.想吃什錦麵（日语：ちゃんぽん食べたか）
- 記者票：1.民王；2.表參道高校合唱部！；3.小希
- 評審票：1.民王；2.小希；3.根性青蛙

### 主演男優賞
1. 窪田正孝（死亡筆記本）
2. 遠藤憲一（民王）
3. 菅田將暉（民王）

- 讀者票：1.窪田正孝（死亡筆記本）；2.松山研一（根性青蛙）；3.遠藤憲一（民王）
- 記者票：1.窪田正孝（死亡筆記本）；2.遠藤憲一（民王）；3.菅田將暉（民王）
- 評審票：1.菅田將暉（民王）；2.遠藤憲一（民王）；3.松山研一（根性青蛙）

### 主演女優賞
1. 芳根京子（表參道高校合唱部！）
2. 土屋太鳳（小希）
3. 北川景子（偵探的偵探）

- 讀者票：1.仲間由紀惠（美女與男子）；2.北川景子（偵探的偵探）；3.杏（王牌女行員花咲舞2）
- 記者票：1.芳根京子（表參道高校合唱部！）；2.土屋太鳳（小希）；3.武井咲（職場新女王）
- 評審票：1.芳根京子（表參道高校合唱部！）；2.北川景子（偵探的偵探）；3.武井咲（職場新女王）

### 助演男優賞
1. 高橋一生（民王）
2. 大泉洋（小希）
3. 小日向文世（小希）

- 讀者票：1.高橋一生（民王）；2.本鄉奏多（想吃什錦麵）；3.町田啓太（美女與男子）
- 記者票：1.高橋一生（民王）；2.大泉洋（小希）；3.山崎賢人（小希）
- 評審票：1.高橋一生（民王）；2.小日向文世（小希）；3.大泉洋（小希）

### 助演女優賞
1. 滿島光（根性青蛙）
2. 本田翼（戀仲）
3. 麻生久美子（拿破崙之村）

- 讀者票：1.滿島光（根性青蛙）；2.前田敦子（根性青蛙）；3.知英（民王）
- 記者票：1.滿島光（根性青蛙）；2.稻森泉（職場新女王）；3.田中裕子（小希）
- 評審票：1.本田翼（戀仲）；2.滿島光（根性青蛙）；3.麻生久美子（拿破崙之村）

### 主題曲賞
1. 家入里歐（戀仲）
2. 《Stress-Free》miwa（民王）
3. 《根性青蛙》片頭曲 全體主要演員（根性青蛙）

- 讀者票：1.《Stress-Free》miwa（民王）；2.《希空》（小希）；3.《你給我的夏天》家入里歐（戀仲）
- 記者票：1.家入里歐（戀仲）；2.《Stress-Free》miwa（民王）；3.《太陽敲敲門》乃木坂46（初森BEMARS）
- 評審票：1.《根性青蛙》片頭曲 全體主要演員（根性青蛙）；2.《你給我的夏天》家入里歐（戀仲）；3.《希空》（小希）

### 劇本賞
1. 西荻弓繪（日语：西荻弓絵）（民王）
2. 岡田惠和（根性青蛙）
3. 内館牧子（日语：内館牧子）（職場新女王）

### 導演賞
1. 木村尚（日语：木村ひさし）、本橋圭太（日语：本橋圭太）、山本大輔（民王）
2. 菅原伸太郎、狩山俊輔、丸谷俊平、鈴木勇馬（根性青蛙）
3. 石井康晴（日语：石井康晴）、池田克彥、吉田秋生（日语：吉田秋生 (ドラマ演出家)）（表參道高校合唱部！）

### 特別賞
- 《表參道高校合唱部！》的合唱以及選曲

## 得獎原因
- 關於窪田正孝，「以『眼神的演技』獲得第一的窪田正孝，主角的眼神和壓迫性怪演獲得多數讚賞」。
- 關於芳根京子，「擔任連續劇初主演的壓力和此作品人物的感覺相契合，芳根京子的精采詮釋獲得了最優秀主演女優賞。高度貼合鄉下孩子氣息未脫、將週遭人們連繫起來的角色。完全是香川真琴。全力去面對有著離婚危機的雙親和合唱部部員等各不同的煩惱，清爽的演繹了此直接純粋的女孩。合唱亦出色」。
- 關於高橋一生，「高橋三項皆為第一。除了主角兩人，身為配角亦有著存在感。無表情的喜劇技巧獲得多數好評」。
- 關於滿島光，「具壓倒性之能力的滿島光以總成績多出第二位五倍之差登上第一名。獲得『充滿躍動感和生命感』、『力量令人佩服』之高評價。自播出時即獲好評，精彩詮釋有著激烈喜怒哀樂情緒的蹦吉。僅用聲音甚至能展現出壓倒其他演員群之存在感，亦親自至電視劇現場和劇組一同拍攝，充分顯現演員魂」。
- 關於編劇西荻弓繪（日语：西荻弓絵），「能用喜劇貫徹始終表現故事，這一點很棒」、「更進一步展現出原作趣味感」。
- 關於導演木村尚（日语：木村ひさし），「《民王》的聲效、台詞表達等讓人聯想起《圈套》，全劇小段子滿載，由此讓人們被笑聲所包圍」、「通過如此輕喜劇的手法展現靈魂交換的故事，並由此讓人笑出來，這樣的作品值得點讚」

## 外部連結
- 第86回日劇學院賞